# Брунамонти, Роберто
Роберто Брунамонти (итал. Roberto Brunamonti; род. 14 апреля 1959, Сполето, Умбрия) — итальянский баскетболист, чемпион и призёр чемпионатов Европы, серебряный призёр Олимпийских игр.

## Карьера
В 1983 году на чемпионате Европы во Франции в составе сборной Италии стал чемпионом. На следующем чемпионате Европы в 1985 году в ФРГ итальянцы завоевали бронзу континентального чемпионата, а в 1991 году — серебро.
На летних Олимпийских играх 1980 года в Москве Брунамонти стал серебряным призёром Олимпиады. На следующей Олимпиаде 1984 года в Лос-Анджелесе итальянцы заняли пятое место.
Был номинирован в список 50 человек, внёсших наибольший вклад в развитие Евролиги.

## Награды
- Чемпион Италии: 1984, 1993, 1994, 1995
- Кубок Италии:1984, 1989, 1990
- Суперкубок Италии: 1995
- Кубок Корача: 1980
- Кубок обладателей Кубков: 1990